# محمد قاضی (نگارگر)
محمّد قاضی اسدالهی (زادهٔ ۳ مهر ۱۳۰۳ در تهران - درگذشتهٔ ۲۰ آذر ۱۳۸۲ در تهران) هنرمند ایرانی، نقاش (پرتره)، مجسمه‌ساز (سردیس) و خوشنویس معاصر که با امضاهای "محمد قاضی"، "بهرام قاضی" و "بهرام" شناخته شده است.

## زندگی
محمد قاضی اولین تابلوی رنگ و روغن خود را در سن پانزده سالگی روی جعبه شیرینی ساخت. در سال ۱۳۲۲ دانشگاه هنر را نیمه کاره رها کرد و بلافاصله از او دعوت شد به عنوان معلم و سپس دبیر نقاشی در دبیرستان فیروزبهرام و دبیرستان فردوسی به تدریس بپردازد. تابلوی معروف "عیسی مسیح" او که در سن شانزده سالگی کشیده بود از تلویزیون آمریکا به نمایش درآمد و برای او شهرت و موفقیت بسیاری به ارمغان آورد، این کار در سال ۱۹۵۸ میلادی در یک حراج آمریکایی ۴۰٫۰۰۰ دلار قیمت گذاری شد. او در سال ۱۳۳۷ شمسی در شیکاگو در استودیو مک مشغول به آموزش نقاشی و مجسمه‌سازی شد.
همسر محمد قاضی پس از درگذشت او در سال ۱۳۸۲ طی یک موافقت اصولی نگهداری بخشی از آثارش را به سازمان میراث فرهنگی و گردشگری سپرد که بعدها از سرنوشت آن‌ها خبری منتشر نشد.
محمدقاضی اسدالهی از نوادگان قاضی اسدالله کوهپایی کاشانی یا قاضی اسدقهبایی قاسانی عارف معروف و قاضی کاشان درعهد صفوی است.
که مقبره اش در میدان قاضی اسدالله کاشان زیارتگاه اهل دل و دردمندان است. پدر در پدر خوشنویس و اهل هنر بودند. ابوالفضل ساوجی و فضل‌الله ساوجی و ذبیح بهروز هم از این خاندان‌اند.

## آثار

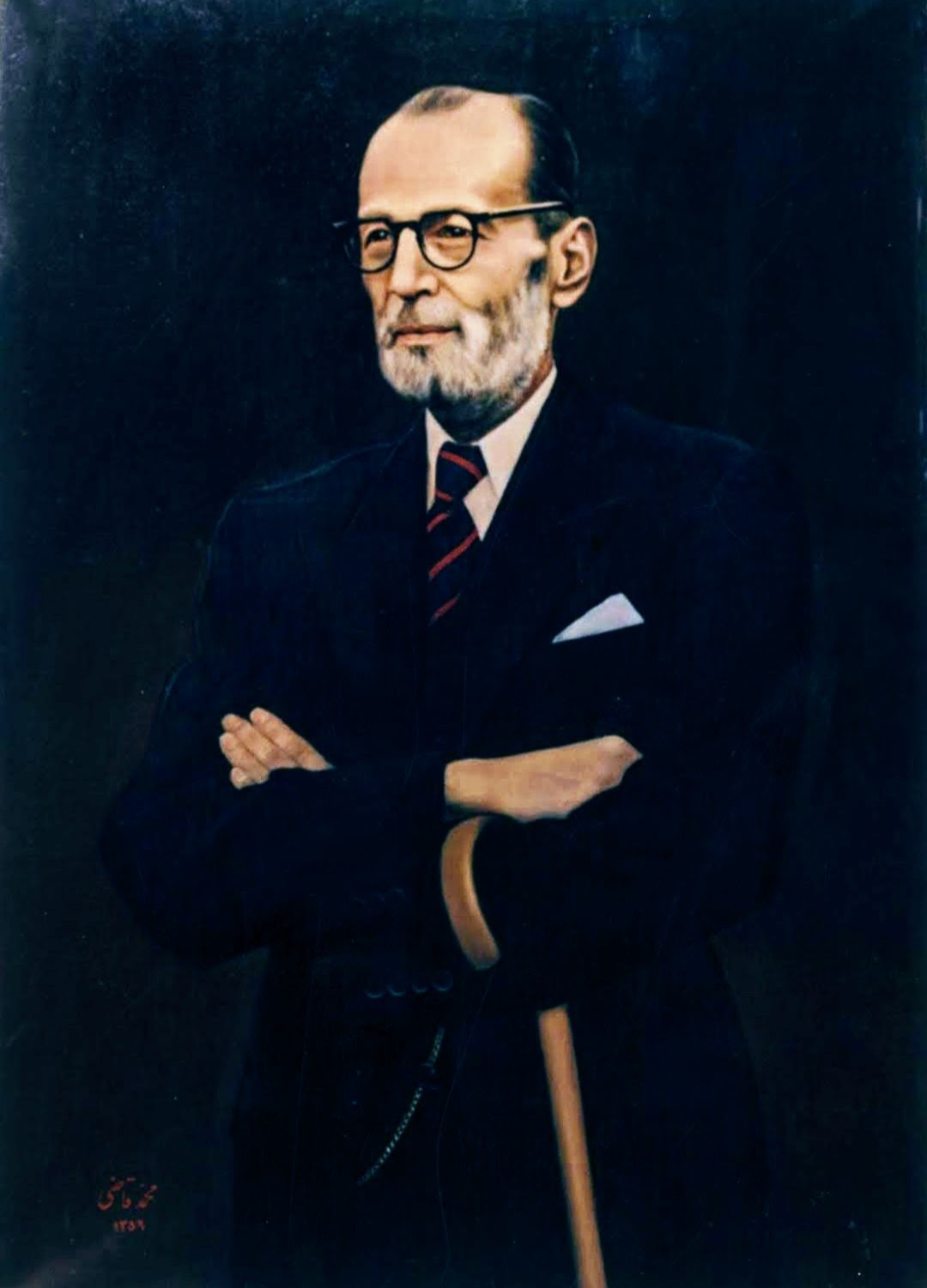
ملک الشعرای بهار اثر محمد قاضی اسدالهی

از کارهای معروف محمد قاضی می‌توان به پرتره‌هایی از بهزاد ها، ملک الشعرای بهار، پروفسور محسن هشترودی، کمال الملک، دکتر محمد مصدق، ابوالحسن صبا، فرانتس یوناس (رئیس‌جمهور اسبق اتریش)، الکسی کاسیگین (نخست‌وزیر سابق اتحاد جماهیر شوروی) و جمعی دیگر از بزرگان ایرانی و غیر ایرانی اشاره کرد. 
آثار اهدایی به میراث فرهنگی جمعاً شامل ۲۳ تابلو از کارهای خود نقاش و چند کار کپی است که شامل تابلوی "مادر استاد" و نیز "عیسی مسیح" (که در تاریخ نقاشی ایران نظیر ندارد)، می‌شود. 
تابلوها به کاخ موزه سعدآباد سپرده شده‌ است.